# بلل الأوراق
بلل الأوراق هو مؤشر أرصاد جوية يصف كمية الندى والهطول المتبقي على الأسطح. يستخدم في مراقبة رطوبة الأوراق لأغراضٍ زراعية، مثل التحكم في الفطر والمرض، والتحكم في نظم الري، والكشف عن أحوال الضباب والندى، والكشف المبكر عن المطر.
يمكن قياس بلل الأوراق بعدة طرق
- من خلال تغيير المقاومة الكهربية بين موصلين معدنيين في تركيب مؤشرٍ متردد [4] أو حلزون مزدوج[5] على سطحٍ مسطح، سواء مستوٍ أو أسطواني.[5] وتكون الموصلات عادةً من الذهب المطلي لمقاومة التآكل. ترجع المشكلة المتعلقة بهذه الطريقة إلى اعتماد القياسات على قطيرات كبيرة بما يكفي لتصنع جسرًا يسد الفجوة بين الموصلات. على سبيل المثال، يمكن استخدام الطلاء المتكون من لبن الشجر الاسترطابي من أجل نتائج أكثر ثباتًا[6][7][8] غالبًا ما يتم قياس المقاومة بواسطة إثارة تيار متردد.[9]
- من خلال قياس التغير في ثابت العزل لسطح المستشعر، وبالتالي يتم الكشف عن وجود الماء أو الثلج على سطح المستشعر.[10]
- يستطيع المستشعر ذو الخصائص الاسترطابية قياس التغير في الطول أو الوزن ميكانيكيًا.